# 베를린 바이트만슬루스트역
베를린 바이트만슬루스트역(Bahnhof Berlin-Waidmannslust)은 베를린 라이니켄도르프구의 바이트만슬루스트에 위치한 철도역이다. S반 인상선과 회차선이 있으며, 바이트만슬루스터 담을 건너는 철교 북쪽의 과거 열차선 부지를 차지하고 있다.
역 주 출입구는 북쪽의 바이트만슬루스터 담 방면으로 개설되어 있다. 작은 역 광장, 자전거 주차장, P&R 주차장, 버스 승강장이 조성되어 있다. 남쪽 승강장은 보행자 터널로 연결된다.

## 역사
1877년에 베를린-슈트랄준트간 노선이 개통했으며, 노선 개설 당시에는 없었지만 1884년 5월 20일에 베를린 북부선의 바이트만슬루스트 택지 지구의 역으로 개업했다. 역 개통 당시에는 요청 시 정차역이었다. 역 건설 자금은 임업 및 요식업을 행했던 에른스트 본디크(Ernst Bondick)가 출자했으며, 당시 그가 소유한 택지 지구에 역을 개설하기 위한 목적이었다. 그는 독일제국철도 측에서 승차 승객을 측정하는 날에 지인을 동원하여 "수요"를 창출해서 역 설치를 영구적으로 유지시켰다. 1891년에는 선로가 복선화되었으며 1908년부터 1912년까지 고가화되었다. 이와 동시에 게준트브루넨-프로나우간 근교선이 별도로 분리되었다. 이 시기에 바이트만슬루스터 담을 가로지르는 철교도 건설되었으며 현재 건축유산으로 지정되어 있다. 1925년 6월 5일에는 S반 전동차가 운행을 시작했으며, 최초에는 비르켄베르더까지 운행했다가 오라니엔부르크로 연장되었다.
1929년 5월 2일에는 베를린 노면전차 68번 노선이 이 역까지 연장되었다. 제2차 세계대전의 진행에 따라 버스 노선 운영이 중단되면서 1939년 10월 16일에는 추가 노선으로 274번 버스 운행이 시작되었다. 두 노선 모두 1942년 7월 1일까지 이 역을 기점으로 운행했다.
1945년 이후에는 빌헬름스루-비르켄베르더 구간이 열차선과 S반선 각각 단선으로 축소되었다. 노선상에 교행역이 없었기 때문에 배차 간격을 1시간 미만으로 단축시킬 수 없었다. 1948년에 바이트만슬루스트역과 프로나우역에 교행선이 건설되면서 20분으로 배차 간격이 단축되었다. 1952년에는 서베를린 일대의 북부선 여객열차 운행이 중단되었다.
1961년에 베를린 장벽이 건설되면서 프로나우역-호엔 노이엔도르프역 구간의 S반 운행이 중단되었고, 그 해에 이 역 남쪽 출입구가 폐쇄되었다. 서베를린 S반 보이콧으로 인하여 승객 수는 감소했지만 북부선의 S반 운행은 1980년 파업 이전까지 계속되었다. BVG에서 운영권을 양도받으면서 1984년 1월 9일부터는 운행이 중단되었다. 양도 이후 연선 주민들의 재개통 요구를 받으면서 시설 개보수 및 재복선화 공사가 1986년 12월 22일까지 진행되었다.
독일의 재통일 이후 프로나우역-호엔 노이엔도르프역 구간이 다시 연결되면서 1992년 5월 31일부터 북부선 S반 열차가 오라니엔부르크까지 운행할 수 있게 되었다. 라이니켄도르프구에서는 남부 출입구의 터널을 재매립하려는 계획을 취소시켰고, 터널 관리를 구에서 담당하게 되었다.
2001년에는 출입구 건물의 개보수공사가 진행되었고 건설 당시의 원형으로 복원되었다. 2007년 1월 29일에 엘리베이터 운행이 시작되었다.
2011년 10월부터 바이트만슬루스트 전자식 신호소가 가동을 시작했고 쇤홀츠역 이북-호엔 노이엔도르프역 이남 구간을 지휘한다. 베를린 S반에서 ZBS 보안 장치가 설치된 최초의 구간이다. 신호소용 컴퓨터는 이 역이 아닌 헤름스도르프역에 설치되어 있다.
2012년 3월부터 남부 출입구의 재개통공사가 시작되었고, 같은 해 말에 완공되었다. 이 과정에서 계단 및 천장부가 재시공되었다. 소요 비용은 약 90만 유로였다.

## 인접 정차역
베를린 버스 222, 322, N22번과 환승할 수 있다. 야간 버스 N20번은 250 m 떨어진 곳에 정차한다.
| 베를린 S반                       | 베를린 S반 | 베를린 S반                |
| -------------------------------- | ---------- | ------------------------- |
| 헤름스도르프 오라니엔부르크 방면 | S1         | 비테나우 베를린 반제 방면 |
| 시·종착역                        | S85        | 비테나우 그뤼나우 방면    |

## 참고 문헌
- Denkmalpflege-Verein Nahverkehr Berlin: U8 – Geschichte(n) aus dem Untergrund. GVE, Berlin 1994. ISBN 3-89218-026-1.